# Guaiquinimia longipes
Genre
Espèce
Guaiquinimia longipes, unique représentant du genre Guaiquinimia, est une espèce d'opilions laniatores de la famille des Guasiniidae.

## Distribution
Cette espèce est endémique de l'État de Bolívar au Venezuela. Elle se rencontre sur le Cerro Guaiquinima.

## Description
Le mâle holotype mesure 1,95 mm et la femelle paratype 1,87 mm.

## Publication originale
- González-Sponga, 1997 : « Arácnidos de Venezuela. Una nueva familia, dos nuevos géneros y dos nuevas especies de Opiliones Laniatores. » Acta Biologica Venezuelica, vol. 17, no 3, p. 51–58.